# Comandancia General de Baleares

Escudo de la Comandancia General de Baleares.

Guion de la COMGEBAL.

La Comandancia General de Baleares (COMGEBAL) es un órgano de la Fuerza Terrestre del Ejército de Tierra de España cuya finalidad más importante consiste en preparar organizaciones operativas con las unidades acuarteladas en las Islas Baleares, de acuerdo con la doctrina específica terrestre.
Tiene su antecedente en el año 1230, cuando se estableció que Palacio de la Almudaina albergase al gobernador del Mallorca. Desde 1715 a 1931 y de 1939 a 1997 las unidades militares en el arcipiélago estuvieron integradas en una capitanía general (hasta 1984 a cargo de un teniente general). Entre 1931 y 1939, y desde del año 1997 hasta la actualidad, se ha sustituido la denominación tradicional por la de comandancia. Al frente de la misma se encuentra un general de división. Su cuartel general ocupa una parte del Palacio de la Almudaina, situado en el casco antiguo de la ciudad de Palma de Mallorca.
La Comandancia General de Baleares cuenta con las siguientes unidades:
- Cuartel General:
  - Jefatura del Cuartel General
  - Estado Mayor
  - Habilitación General
  - Oficina de Comunicación
  - Órgano de Apoyo al Representante Institucional de las Fuerzas Armadas
- Unidad de Cuartel General:
  - Unidad de música
  - Compañía de Cuartel General
  - Sección de Zapadores
  - Servicios sanitarios
- Regimiento de Infantería «Palma» n.º 47:
  - Mando
  - Plana Mayor
  - Batallón de Infantería Motorizada «Filipinas» I/47.